# Wired to the Moon
Wired to the Moon è il sesto album in studio del musicista britannico Chris Rea, pubblicato nel 1984.

## Tracce
1. Bombollini – 6:11
2. Touché d'Amour – 3:30
3. Shine, Shine, Shine – 4:04
4. Mystery Man – 3:22
5. Wired to the Moon – 5:20
6. Reasons – 3:47
7. I Don't Know What It Is But I Love It – 3:35
8. Ace of Hearts – 4:29
9. Holding Out – 4:26
10. Winning – 6:33